# Habenaria jordanensis
Habenaria jordanensis là một loài thực vật có hoa trong họ Lan. Loài này được (Leite) Garay mô tả khoa học đầu tiên năm 1951.